# スペース・トラッキン
「スペース・トラッキン」(Space Truckin') は、イギリスのロック・バンドであるディープ・パープルの楽曲。通算6枚目のスタジオ・アルバム『マシン・ヘッド』（1972年）の収録曲として発表された。

## 解説
彼等の最も有名な曲のひとつで、2003年にはマーティン・ポポフの著書『史上最高のヘヴィメタル曲500』（The Top 500 Heavy Metal Songs of All Time）でも取り上げられた。歌詞はイアン・ギラン好みの「コミック的なユーモア」を表したもので、惑星の間を飛び回る宇宙の長距離ドライバーが過ごす休日が日常生活として歌われている。
『マシン・ヘッド』に収録されたスタジオ録音版は4分半程度の長さである。ライブでは本編の最後に演奏されるのが恒例で、終了後に即興演奏が始まり、デビュー・アルバムに収録された「マンドレイク・ルート」のパートを挟んでギター・ソロとキーボード・ソロが繰り広げられた。ライブ・アルバム『ライヴ・イン・ジャパン』に収録された20分近い音源のように、ライブでは20～25分もの長尺となることが多く、第3期では30分を超えることもありリッチー・ブラックモアがギターを叩き壊すことが多かった。1974年のカリフォルニア・ジャムにおけるテレビカメラの破壊と、アンプへの放火、爆発は映像にも残されており有名である。
本国イギリスをはじめアメリカ合衆国や日本などの主要な音楽市場ではアルバムのみの発表だったが、一部の国ではシングルとしても発表された。メキシコでは1973年に『ライヴ・イン・ジャパン』の収録版を、7インチ盤の両面に33回転1/3の再生速度で収録した片面9分50秒というシングルが発売された。

## おもなカバー
- オーヴァーキル - カバー・アルバム『カヴァーキル (Coverkill)』（1999年）[7]。
- ドリーム・シアター - 『オフィシャル・ブートレグ・シリーズ:メイド・イン・ジャパン (Official Bootleg: Made In Japan)』（2007年）[8][注釈 1]。
- アイアン・メイデン - トリビュート・アルバム『ディープ・パープル マシン・ヘッド・トリビュート:リ・マシンド (Re-Machined: A Tribute to Deep Purple's Machine Head)』（2012年）[9]。